# Сексуални радник
Сексуални радник је свака особа која новац зарађује пружањем сексуалних услуга. Користи се као појам за проституцију, али је развојем секс индустрије почео да обухвата све већи круг људи (жиголои, порно глумци, манекени за часописе, егзотични плесачи, запослени у хот лајн агенцијама и сл). Поједине владе су легализовале комплетну секс индустрију чиме је смањена виктимизација проститутки и стопа криминала, али је смањена и стопа ХИВ-а и сексуално преносивих болести међу запосленима у секс индустрији и њиховим клијентима.

## Белешке
- Овај чланак или његов део изворно је преузет из Речника социјалног рада Ивана Видановића уз одобрење аутора.